# دوال‌بالان
دوال‌بالان (نام علمی: Himantopteridae) نام یک تیره از راسته پروانه‌سانان است.